# モレイ (潜水艦)
モレイ (USS Moray, SS-300) は、アメリカ海軍の潜水艦。バラオ級潜水艦の一隻。艦名は熱帯および亜熱帯の珊瑚礁に生息するウツボの総称に因む。

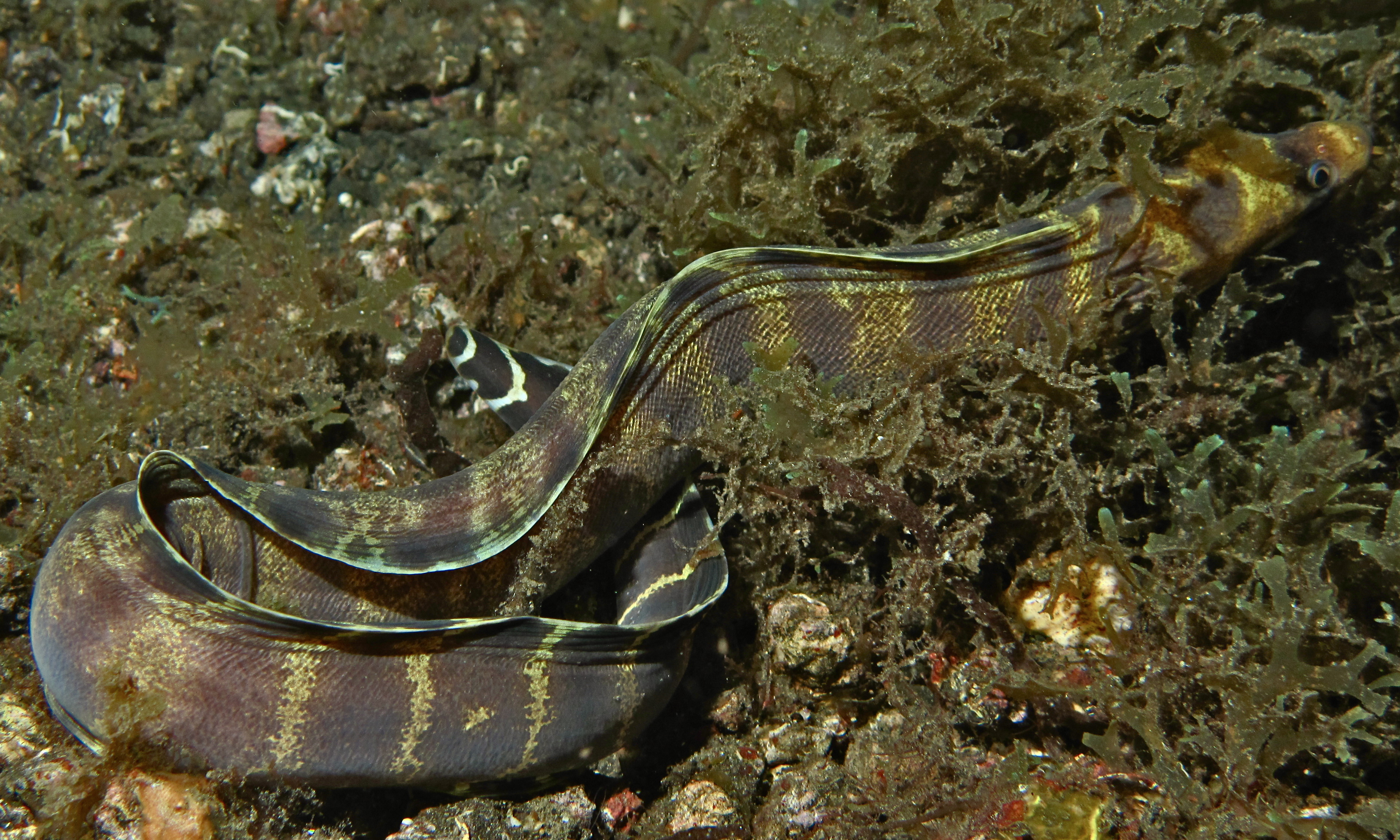
シマアラシウツボ（Barred moray）

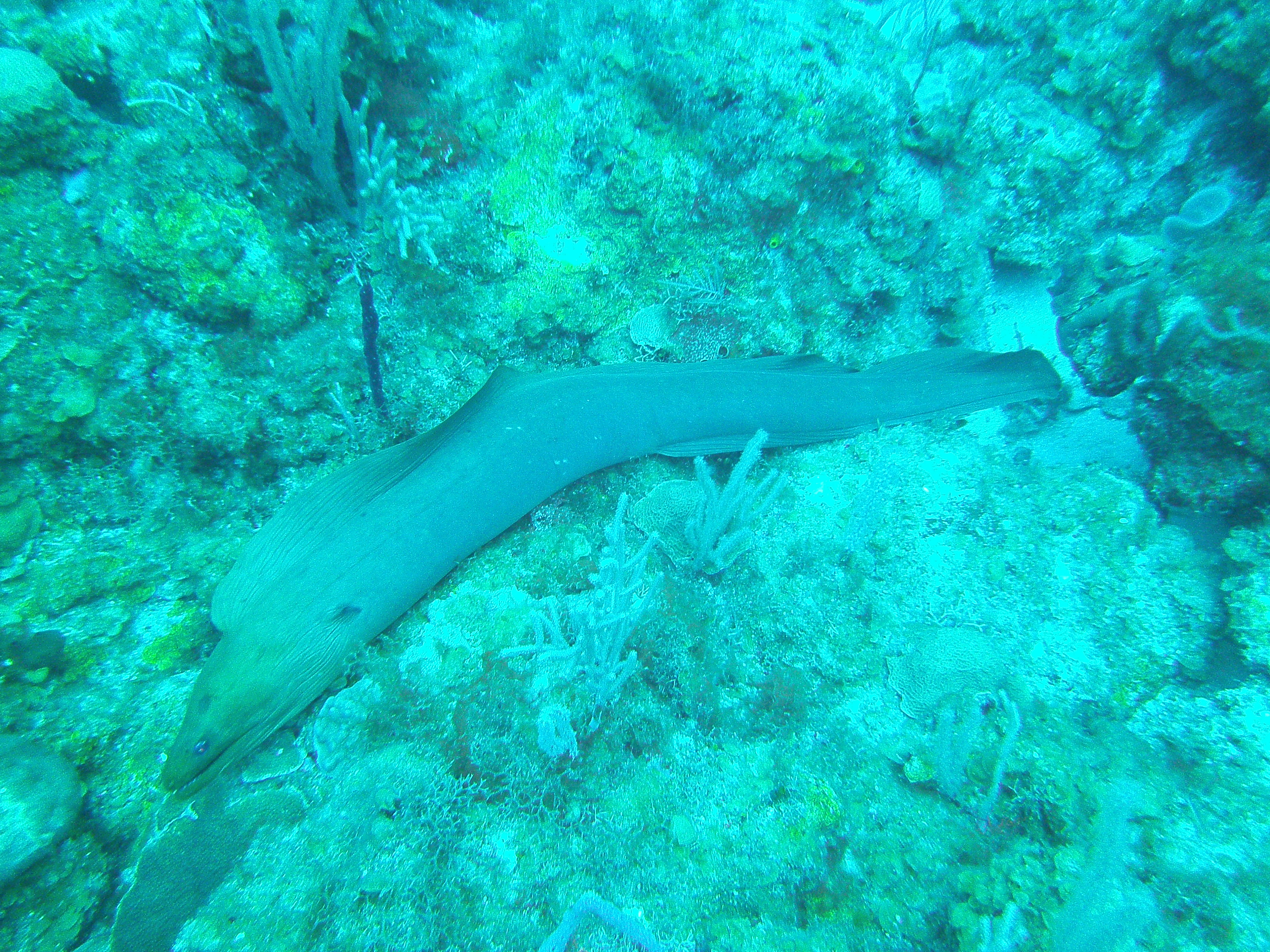
グリーン・モレイ（Green moray）

## 艦歴
モレイは1943年4月21日にペンシルベニア州フィラデルフィアのクランプ造船所で起工する。1944年5月14日にニューハンプシャー州上院議員スティールス・ブリッジスの夫人によって進水し、艦長フランク・L・バロウズ中佐（アナポリス1935年組）の指揮下1945年1月26日に就役する。モレイは1月31日、フィラデルフィアを出港し、翌日コネチカット州ニューロンドンに到着した。整調後の訓練を終えた後、モレイは僚艦カープ (USS Carp, SS-338) と護衛駆逐艦ジレット (USS Gillette, DE-681) とともにニューロンドンを出港し、4月14日にはバルボアに、そして25日にはパナマ運河地帯に到着した。5月5日から潜行訓練を実施し、真珠湾に到着後21日まで最終調整を行った後、6月7日にマリアナ諸島に向かった。前進基地が置かれていたサイパン島に到着したのは6月20日のことだった。

### 哨戒
6月27日、モレイは最初の哨戒でシーポーチャー (USS Sea Poacher, SS-406) 、アングラー (USS Angler, SS-240) 、セロ (USS Cero, SS-225) 、レイポン (USS Lapon, SS-260) およびカープの5隻とウルフパックを構成し、日本近海に向かった。ウルフパックは7月1日に哨戒海域の東京沖に到着し、バロウズ中佐は部隊に救助ステーション任務を割り当てた。哨戒の第1段階はパイロット救助任務に集中した。7月7日から9日までモレイは本州の南東部で第38任務部隊（ジョン・S・マケイン・シニア中将）の攻撃準備のためのレーダーピケット任務に従事し、その後救助任務を続けた。モレイが実戦に投入されたこの時期には、アメリカ海軍の潜水艦部隊は日本軍艦船の大半を破壊し、残った艦船のほとんどは燃料不足と機雷による封鎖で港湾に封じ込められていた。この時期の潜水艦部隊の任務の大半は味方パイロットの救助へ移り変わっていった。しかしながら、モレイはいくつかの戦闘の機会に遭遇した。、7月10日、モレイはキングフィッシュ (USS Kingfish, SS-234) と共に金華山沖で輸送船団に対して攻撃を行った。キングフィッシュが最初の攻撃を行い、モレイは続いて5本の魚雷を発射した。数秒後に魚雷が捕鯨船第五文丸（西大洋漁業、361トン）に命中しこれを撃沈した。他の船への命中は観測されなかった。哨戒海域は7月16日に千島列島に移動した。8月6日、モレイは52日間の行動を終えてミッドウェー島に帰投した。
モレイは第二次世界大戦の戦功で1個の従軍星章を受章した。

### 戦後
終戦後の9月1日にモレイは西海岸に向かい、9月11日にカリフォルニア州サンフランシスコに到着した。その後メア・アイランド海軍造船所で不活性化オーバーホールを行う。モレイは1946年4月26日に退役し、1947年1月に太平洋予備役艦隊入りする。1962年12月1日に AGSS-300 （調査潜水艦）として艦種変更された。モレイは1967年4月1日に除籍され、1970年6月18日に標的艦としてカリフォルニア州サン・クレメンテ沖で海没処分された。